# Gottlieb-Duttweilerprijs

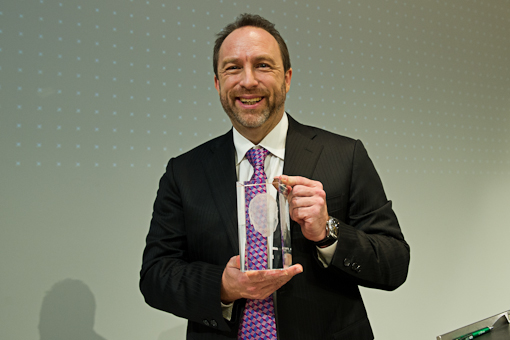
Jimmy Wales bij de Gottlieb-Duttweilerprijs Awards Show, 2011

De Gottlieb-Duttweilerprijs (Duits:Gottlieb Duttweilerpreis) is een Zwitserse prijs die individuen eert die zich door opmerkelijke prestaties ten bate van de gemeenschap verdienstelijk hebben gemaakt en zich onderscheiden hebben door moed, hardnekkigheid, doorzettingsvermogen en het succesvol introduceren van blijvende veranderingen. De prijs, die tegenwoordig uit 100.000 frank bestaat, is vernoemd naar Gottlieb Duttweiler, een Zwitsers ondernemer en politicus. De prijs wordt verleend door het Gottlieb Duttweiler Instituut, een centrum voor economische en sociale politiek

## Winnaars
- 1970 Fritz Bramstedt, wetenschapper, gevecht tegen cariës
- 1972 Egon Kodicek, wetenschapper
- 1975 Paul Fabri, wetenschapper, gevecht tegen overgewicht
- 1988 Lisbeth en Robert Schläpfer, ondernemers in textiel
- 1990 Václav Havel, president van Tsjecho-Slowakije
- 1993 Esther Afua Ocloo, onderneemster en wetenschapper
- 1998 Roger Schawinski, radio- en televisiepionier, Radio 24, Tele24
- 2004 Joschka Fischer, Duits Minister van Buitenlandse Zaken
- 2008 Kofi Annan, Secretaris-generaal van de Verenigde Naties, winnaar Nobelprijs voor de Vrede
- 2011 Jimmy Wales, mede-oprichter van Wikipedia
- 2013 Ernst Fehr,  wetenschapper gedragseconomie
- 2015 Tim Berners-Lee, ontwikkelaar World Wide Web
- 2019 Watson, een supercomputer die ontwikkeld is door het Amerikaanse bedrijf IBM